# اچ‌ام‌اس کانکوئرر (۱۷۷۳)
اچ‌ام‌اس کانکوئرر (۱۷۷۳) (به انگلیسی: HMS Conqueror (1773)) یک کشتی بود که طول آن ۱۶۸ فوت ۶ اینچ (۵۱٫۳۶ متر) بود. این کشتی در سال ۱۷۷۳ ساخته شد.